# Oecetis lacustris
Oecetis lacustris is een schietmot uit de familie Leptoceridae. De soort komt voor in het Oriëntaals en het Palearctisch gebied.